# Akyolaç, Diyadin
Akyolaç là một xã thuộc huyện Diyadin, tỉnh Ağrı, Thổ Nhĩ Kỳ. Dân số thời điểm năm 2011 là 298 người.